# Estola grisescens
Estola grisescens là một loài bọ cánh cứng trong họ Cerambycidae.